# Formazioni di Superliga brasiliana di pallavolo maschile 2010-2011
Formazioni delle squadre di pallavolo partecipanti alla stagione 2010-2011 della Superliga brasiliana.